# Lunatyczka
Lunatyczka (La sonnambula) – dwuaktowa opera semiseria z muzyką Vincenzo Belliniego i librettem Felice Romaniego.

## Osoby
Źródło: 
- Hrabia Rudolf (Il Conte Rodolfo) – bas
- Teresa, młynarka – mezzosopran
- Amina, sierota, wychowanica Teresy – sopran
- Elwin (Elvino), zamożny wieśniak, narzeczony Aminy – tenor
- Liza (Lisa), oberżystka – sopran
- Aleksy (Alessio), wieśniak – bas
- Notariusz (Un notaro) – tenor
- wieśniacy – chór

## Treść
Miejsce akcji: wieś w Szwajcarii.

### Akt I
Wieśniacy zebrani, by uczestniczyć w podpisaniu kontraktu małżeńskiego Elwina i Aminy, cieszą się tym wydarzeniem. Jedna tylko Lisa jest niezadowolona – ona też kocha Elwina. Nadchodzi Amina i dziękuje zebranym za życzliwość, po chwili pojawia się notariusz, a niebawem Elwin. W czasie uroczystości narzeczony ofiarowuje Aminie pierścionek, kontrakt zostaje podpisany. Niespodzianie zjawia się nieznajomy młody szlachcic. To hrabia Rudolf, syn właściciela pobliskich dóbr, który wraca z długiej podróży odbytej w celu zdobycia wiedzy. Komplementy, które hrabia prawi Aminie, stają się przyczyną sceny zazdrości urządzonej jej przez Elwina, jednak narzeczeni szybko się godzą. Lisa oferuje hrabiemu nocleg w gospodzie. Wieśniacy rozchodzą się z obaw przed widmem, które rzekomo nawiedza nocami miejsce uroczystości.
Liza zaleca się do hrabiego w pokoju, który u niej wynajął. Kiedy Rudolf zostaje sam, widzi lunatykującą Aminę, która wchodzi do jego pokoju i kładzie się na sofie; domyśla się, że rzekomym widmem jest dziewczyna dotknięta somnambulizmem. Hrabia wychodzi z pokoju, by nie okryć Aminy niesławą, ale scenę widzi Liza. Postanawia więc sprowadzić Elwina i wieśniaków, by pokrzyżować plany małżeństwa. Na widok Aminy śpiącej w pokoju hrabiego Elwin odtrąca narzeczoną mimo jej zapewnień o niewinności. Dziewczyna rozpacza w ramionach Teresy, która okrywa przybraną córkę chustą leżącą w pokoju hrabiego.

### Akt II
Mimo świadectwa szlachcica i namów wieśniaków wierzących w niewinność Aminy Elwin zrywa zaręczyny i odbiera narzeczonej pierścionek.
Plan Lizy niemal powiódł się – Elwin zamierza się z nią ożenić. Hrabia tłumaczy zebranym zjawisko lunatyzmu. Teresa pokazuje wieśniakom chustę, którą okryła nocą Aminę – należy ona do Lizy i dowodzi jej nocnej wizyty w pokoju Hrabiego. Scenę przerywa pojawienie się Aminy, która we śnie wychodzi przez okno we młynie Teresy. Hrabia ostrzega, że nagłe przebudzenie może być śmiertelnie niebezpieczne dla lunatyczki. Amina opowiada o swojej miłości do Elwina i cierpieniach spowodowanych zerwaniem narzeczeństwa, a kiedy budzi się w ramionach ukochanego, ten wsuwa jej na palec pierścionek i wszyscy cieszą się szczęśliwym zakończeniem perypetii.

## Historia utworu
Bellini rozpoczął w 1830 roku prace nad operą Ernani według tragedii Wiktora Hugo, jednak zarzucił je, obawiając się ingerencji cenzury. Libretto Lunatyczki jest adaptacją libretta baletowego Eugène’a Scribe’a, napisanego na podstawie wcześniejszego wodewilu stworzonego wspólnie z Casimirem Delavignem. Pierwszymi wykonawcami głównych partii byli najwięksi śpiewacy epoki: Giuditta Pasta jako Amina i Giovanni Battista Rubini jako Elwin. Lunatyczka odniosła wielki sukces i błyskawicznie obiegła najważniejsze sceny świata; pozostała też w repertuarze operowym nawet w okresie odwrotu od belkanta. Partię Aminy śpiewały m.in. Maria Malibran, Fanny Persiani, Adelina Patti, Emma Albani, Marcelina Sembrich-Kochańska, Luisa Tetrazzini, Toti dal Monte, Amelita Galli-Curci, Lily Pons, Lina Pagliughi, Maria Callas, Joan Sutherland, Renata Scotto, Ľuba Orgonášová, Mariella Devia, Natalie Dessay i Edita Gruberová. Wśród wykonawców partii Elwina byli Alessandro Bonci, Enrico Caruso, Beniamino Gigli, Tito Schipa, Ferruccio Tagliavini, Cesare Valletti i Nicola Monti. Od czasów wykonania z udziałem legendarnej Marii Malibran krążyły legendy o rzekomo stworzonej przez Belliniego dla niej tzw. „wersji Malibran” Lunatyczki, jednak poszukiwania jej spełzły na niczym – prawdopodobnie na użytek tej śpiewaczki, będącej mezzosopranem, jedynie transponowano w dół niektóre fragmenty utworu.

## LunatyczkaBelliniego w utworach innych kompozytorów
- Ivan Padovec (1800–1873), chorwacki gitarzysta i kompozytor, stworzył gitarową Introdukcję i wariacje na temat z „Lunatyczki” Belliniego op. 52[4]
- Henri Herz (1803–1888), osiadły we Francji pianista, kompozytor i pedagog pochodzenia austriackiego, skomponował fortepianowe Wariacje na motywach z „Lunatyczki” Belliniego op. 105[5]
- Michaił Glinka (1804–1857), rosyjski kompozytor, napisał Divertimento brillante na motywach z „Lunatyczki” Belliniego na fortepian, dwoje skrzypiec, altówkę, wiolonczelę i kontrabas[6]
- Ernesto Cavallini (1807-1874), włoski klarnecista i kompozytor, napisał Fantazję na motywach z opery "Lunatyczka" na klarnet z orkiestrą[7]
- Ferenc Liszt (1811–1886), węgierski kompozytor i pianista, stworzył fortepianową Fantazję na ulubionych motywach opery „Lunatyczka” S 393 (także w wersji na 4 ręce)[8]
- Giovanni Bottesini (1821–1889), włoski kompozytor i wirtuoz kontrabasu, skomponował Fantazję na tematy z opery Belliniego „Lunatyczka” na kontrabas z orkiestrą[9]
- Renaud de Vilbac (1829–1884), francuski organista i kompozytor, stworzył fortepianową Fantazję na temat „Lunatyczki”[10]
- Sydney Smith (1839–1889), brytyjski kompozytor i pianista, skomponował utwór fortepianowy La Sonnambula – Fantasie brillante sur l’opéra de Bellini op. 96[11]